# Gisement (pétrographie)
Pour les articles homonymes, voir Gisement.
En pétrographie, un gisement est un massif rocheux délimité par un corps intrusif et un encaissant lui étant antérieur.

## Gisements des roches plutoniques et roches filoniennes
- Pluton
- Lopolite
- Laccolite
- Batholite
- Complexe annulaire
- Filon ou Dyke
- Filon annulaire ou ring-dyke
- Filon-couche ou sill

## Gisements des roches volcaniques
- Volcanisme effusif : nappes basaltiques continentales de trapp, volcans-boucliers océaniques (Hawaii, La Réunion)
- Volcanisme explosif : nappes de tufs, de cendres, d'ignimbrites, nuées ardentes… (Mont St Helens, Pinatubo, Eifel)
- Volcanisme extrusif : dômes et protusions (Massif Central)
- Volcanisme mixte, strombolien : cônes volcaniques et coulées de laves (Chaîne des Puys, Iles Éoliennes)
- Maar
- Lahar
- Neck
- Pipe